# Falkland Islands Gazette

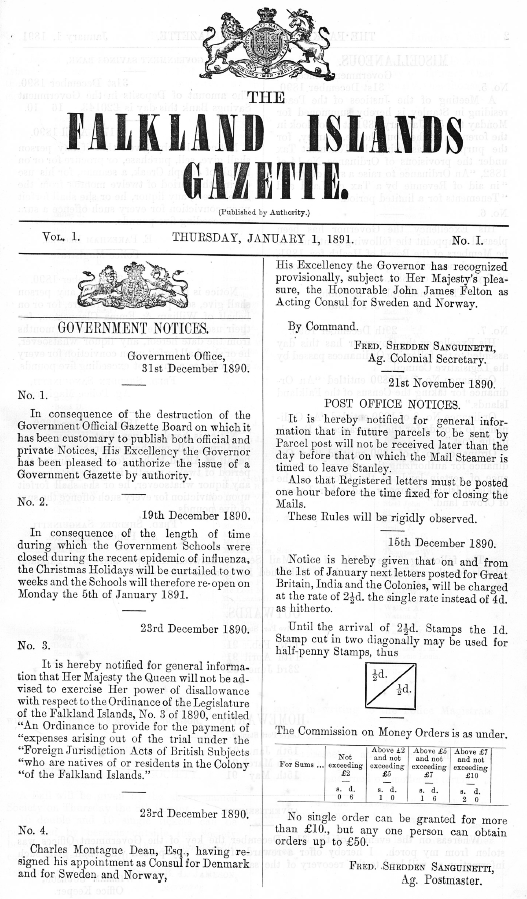
Portada de la primera edición de Falkland Islands Gazette, 1 de enero de 1891.

El Falkland Islands Gazette («Gaceta de las Islas Malvinas») es el periódico oficial del Gobierno del Territorio Británico de Ultramar de las Islas Malvinas. Es publicado desde Puerto Argentino/Stanley desde el 1 de enero de 1891 luego que el tablón de anuncios que existía anteriormente (donde eran publicados los avisos oficiales) fuese destruido. La gaceta era producida por la Impresora del Gobierno (en inglés: Government Printer) hasta 2006, cuando la responsabilidad sobre la impresión fue transferida a los Servicios Legales del Gobierno (en inglés: Government Legal Services).